# 카이토시폰 모닐리포르미스
카이토시폰 모닐리포르미스(Chaetosiphon moniliformis)는 갈파래강 깃털말목에 속하는 해양 녹조류의 일종이다. 카이토시폰과(Chaetosiphonaceae)와 카이토시폰속(Chaetosiphon)의 유일종이다.